# Нестеров, Иван Нестерович
Иван Не́стерович Не́стеров (1921—1943) — орудийный наводчик 5-й батареи 680-го истребительно-противотанкового артиллерийского полка (27-я армия, Воронежский фронт), красноармеец, Герой Советского Союза.

## Биография
Родился в 1921 году в деревне Хотино (ныне — Западнодвинского района Тверской области) в семье крестьянина. Окончил местную школу-семилетку. Работал на колхозном льнозаводе.
На фронт Иван Нестеров ушёл добровольцем в сентябре 1942 года. После учебного батальона был направлен в артиллерийский полк, участвовал в Битве на Курской дуге.
20 августа 1943 года, немецкое командование предприняло массированный контрудар западнее Ахтырки. На занявшую оборону батарею, в которой служил И. Н. Нестеров, развернутым строем шли три десятка танков дивизии «Мёртвая голова». Стреляя с хода, немецкие танки подходили всё ближе и ближе.
Майоров и его помощник Нестеров, последние оставшиеся в строю из всей батареи, вдвоём продолжали вести огонь по неприятелю, подбив три танка противника.
Однополчанин и земляк Ивана Нестерова наводчик В. Ф. Жуков так описывал те события: «Я отлично помню тот бой… Полк занимал оборону без пехоты. Батареи были друг от друга километрах в трёх. Я служил тогда наводчиком в 4-й батарее и видел, как горели подбитые танки врага. Они вдвоем — Нестеров и Майоров — вели огонь по вражеским танкам до тех пор, пока не погибли».
Указом Президиума Верховного Совета СССР от 24 декабря 1943 года за образцовое выполнение боевых заданий командования и проявленные при этом мужество и героизм красноармейцу Ивану Нестеровичу Нестерову посмертно присвоено звание Героя Советского Союза.
Похоронен Иван Нестерович Нестеров в братской могиле в селе Пархомовка, Богодуховский район Харьковской области Украины.

## Награды
- Герой Советского Союза — Медаль «Золотая Звезда» (24 декабря 1943 года).
- Орден Ленина (24 декабря 1943 года).
- Орден Красного Знамени.
- Медали.

## Память
- Имя героя носит средняя школа посёлка Краснокутск.